# إتش إي. كارتر
إتش إي. كارتر (بالإنجليزية: H. E. Carter)‏ هو عالم كيمياء حيوية أمريكي، ولد في 25 سبتمبر 1910 في موريسفيل في الولايات المتحدة، وتوفي في 4 مارس 2007 في توسان في الولايات المتحدة.